# Borsteler Binnenelbe und Großes Brack
Die Borsteler Binnenelbe und Großes Brack ist ein ehemaliges Naturschutzgebiet im Landkreis Stade, Niedersachsen. Es liegt hinter dem Elbdeich an der Unterelbe bei Jork. Unter besonderem Schutz standen hier Watt- und Marschflächen. Das 1985 ausgewiesene Naturschutzgebiet trug die statistische Bezeichnung NSG LÜ 116 des Niedersächsischen Landesbetrieb für Wasserwirtschaft, Küsten- und Naturschutz. Im Dezember 2018 ging es im neu ausgewiesenen Naturschutzgebiet „Elbe und Inseln“ auf.

## Beschreibung

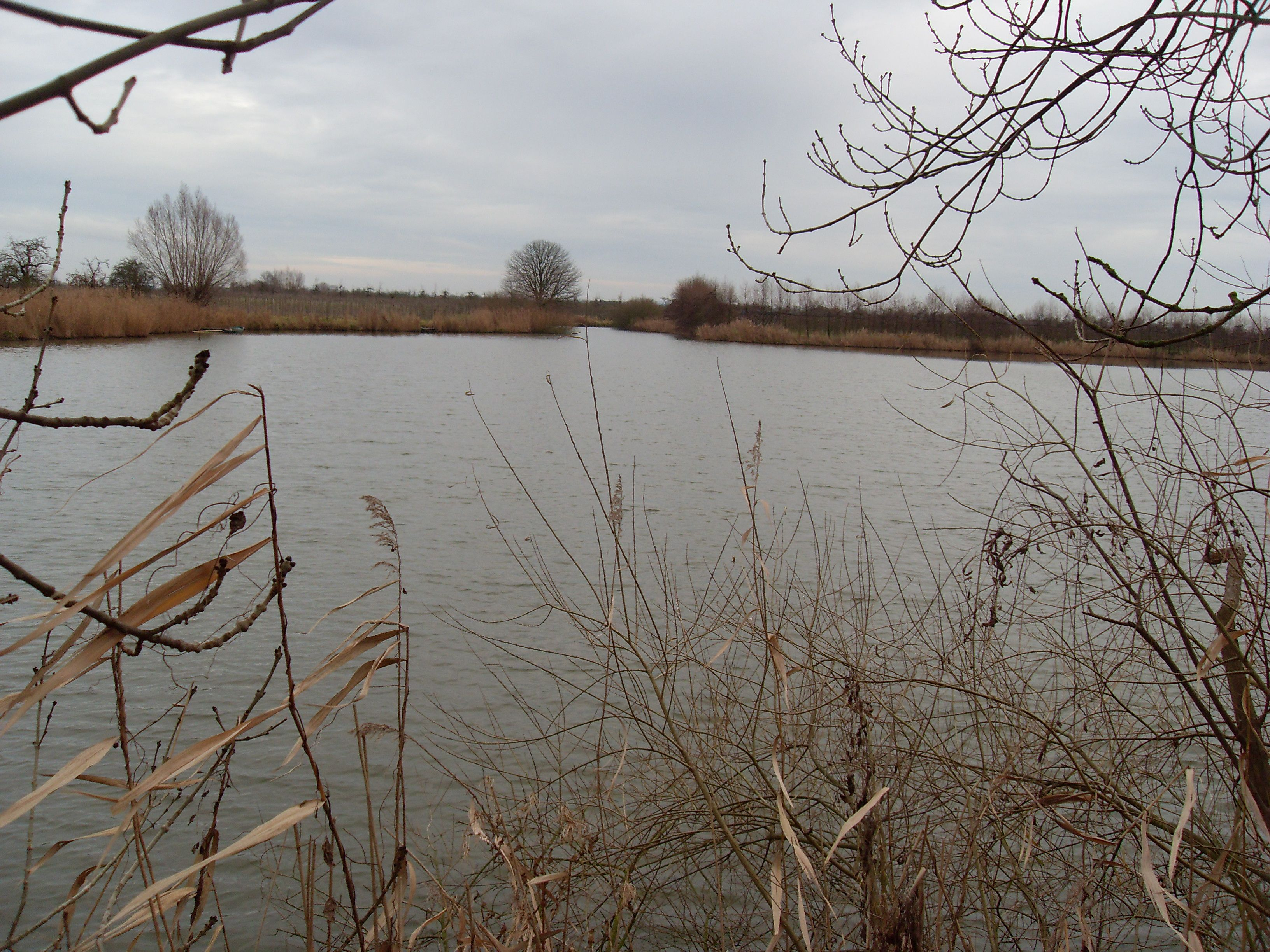
Großes Brack

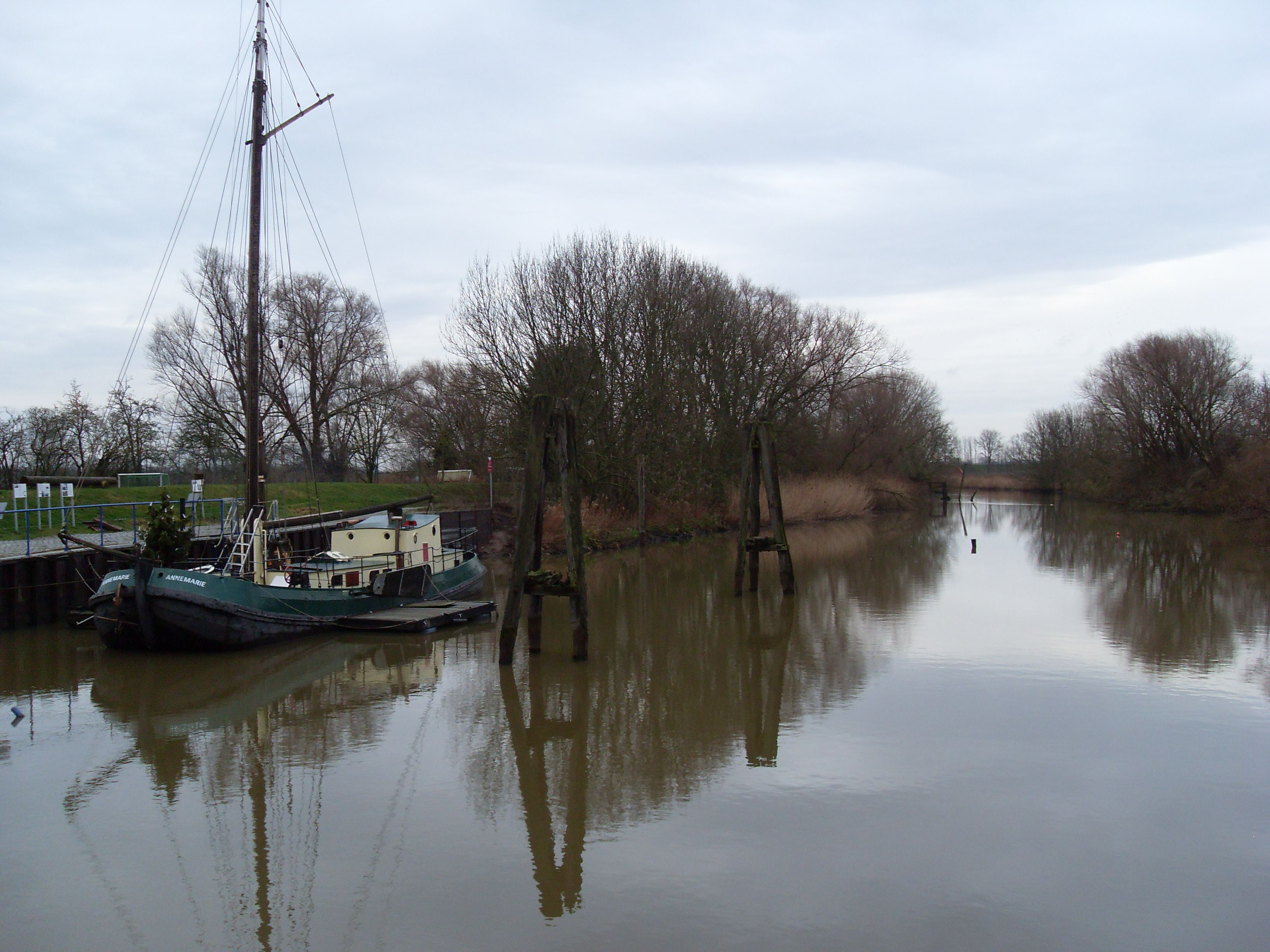
Borsteler Hafen und Museumsewer Annemarie

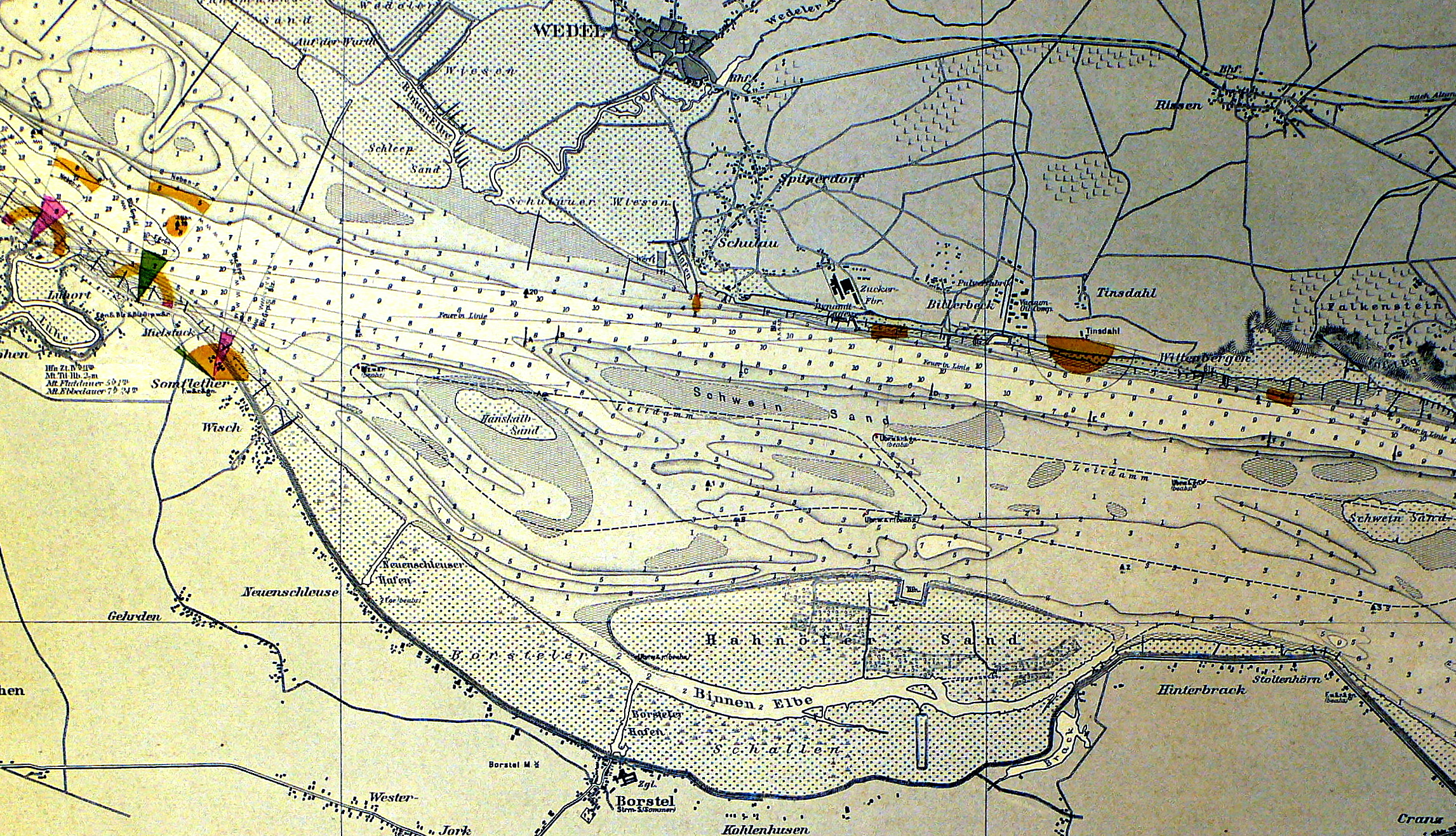
Historische Karte des Borsteler Bracks von 1914

Das etwa 68 Hektar große Gebiet im nördlichen Teil des Alten Landes teilt sich auf in die Borsteler Binnenelbe mit dem Borsteler Hafen und das Große Brack, ein mit der Binnenelbe verbundener Binnensee. In dem Gebiet sind bedeutende Röhrichtbestände und Auwaldreste erhalten geblieben. Für die Vogelwelt bietet dieses Gebiet gute Rückzugs-, Futter- und Brutmöglichkeiten.

## Geschichte
Ursprünglich war die Borsteler Binnenelbe Teil des Elbstromes. Vorgelagert waren Hahnöfersand und andere Elbinseln mit zahlreichen Untiefen und Sandbänken, die sich ständig veränderten und verlagerten. Im Zuge der Breiteneinschränkung und Vertiefung des Elbstroms wurde 1914 die Hüllinie des heutigen Inselverbundes festgelegt. Untiefen wurden durch Baggerarbeiten beseitigt und das Baggergut zwischen und auf die Inseln verbracht (Neßsand), die damit zum Teil erhöht und zum Teil verbunden wurden. Mit der Eindeichung und Abdämmung der Borsteler Binnenelbe zum Hochwasserschutz, unter anderem nach der Sturmflut 1962, wurde das Gebiet von der Elbe getrennt.

### Borsteler Binnenelbe
Die Borsteler Binnenelbe verläuft auf etwa vier Kilometern parallel zur Elbe hinter dem Hauptdeich und hat zwei durch Sperrwerke geschützte Zugänge zur Elbe. Das Naturschutzgebiet umfasst die Wasserflächen der Binnenelbe, die jeweiligen Uferbereiche und den Hauptdeich auf der ehemalige Elbinsel Hahnöfersand, auf der sich eine Jugendstrafanstalt und Justizvollzugsanstalt für Frauen befindet.

### Borsteler Hafen
Der Borsteler Hafen und sein Zuweg befinden sich im Süden des Naturschutzgebietes. Auch hier stehen nur die Wasserflächen und die direkten Uferzonen unter Schutz. Im Hafen, der 1970 im Zuge der Elbeindeichung stillgelegt wurde, befinden sich einige Informationstafeln zum Gütertransport und Fischfang auf der Unterelbe sowie zur Geschichte des Hafens, der beim Obsttransport aus dem Alten Land eine wichtige Rolle spielte. An das Gebiet grenzen im Süden und Westen die Obstplantagen des Alten Landes.

### Großes Brack
Im Osten der Binnenelbe, durch die Kreisstrasse 39 und den alten Deich von ihr getrennt (53° 32′ 29″ N, 9° 44′ 18″ O), liegt der Binnensee Großes Brack, der über eine schmale Verbindung zur Binnenelbe verfügt. Der durch einen Deichbruch im Zuge einer Sturmflut entstandene See ist etwa 800 Meter lang.

## Benutzung
Das Gebiet ist nicht durch Wege erschlossen. Das Betreten des Elbdeiches auf Hahnöfersand ist nicht möglich. Durch die Obstplantage führen einige Feldwege als Sackgassen an das Ufer der Binnenelbe. Für Sportboote sind die Flachwasserbereiche innerhalb der Leitdämme gesperrt.